# Alice Pestana
Alice Evelina Coelho Pestana, coneguda com a  Alice Pestana (Santarém, 7 d'abril de 1860 — Madrid, 24 de desembre de 1929), va ser una humanista portuguesa, escriptora, pedagoga de la Institució Lliure d'Ensenyament, defensora de l'esperit laic i republicà de la Institució,  feminista i fundadora de la «Lliga Portuguesa de la Pau» el 1899, considerada la primera organització feminista portuguesa.

## Biografia
Nascuda Alice Villar Pestana, era filla de Matilde Soares Pestana, una dama culta que va morir en donar a llum el petit de la família, quan Alice tenia cinc anys. El pare, Eduardo Augusto Villar Coelho, va tornar a casar-se nou anys després, sent ella i els seus germans criats per l'àvia materna (de qui finalment prendria el cognom pel qual se la coneix).
Educada per institutrius angleses, va estudiar diversos idiomes, piano i cant. Es va iniciar com a periodista a The Financial and Mercantil Gazette, de Lisboa, amb una crítica a la traducció de Hamlet feta per D. Luís I. Va escriure en anglès, francès, espanyol i portuguès, i les seves col·laboracions es van publicar en revistes com Espectro da Granja, Repúblicas, O Tempo, Correio da Noite, o O Século, o els diaris Vanguarda, Folha do Povo i Diário de Notícias. Signà amb els pseudònims Célia Elevani (anagrama d'Alice Evelina), Caïel i Eduardo Caïel, i també el de Cil.
Entre 1888 i 1893 fa diversos viatges per Europa i escriu contes, novel·les, assajos i articles. El 1892, presentà la seva tesi «O que deve ser a instrução secundária da mulher?», al Congrés Pedagògic Hispano-Portuguès-Americà, en ocasió de l'IV Centenari del Descobriment d'Amèrica, en què defensava la necessitat de l'educació de les dones com a condició necessària per a la creació d'una societat democràtica i justa.
Va ingressar en la "Sociedad Altruista", creada per José Pessanha, associació dedicada a la dona, el nen i el progrés moral de la humanitat, de la qual va emergir, el 1899, la "Liga Portuguesa de la Paz", institució en la qual Pestana va ocupar la primera presidència. Abans, el 1890, Bernardino Machado li havia presentat a Francisco Giner de los Ríos durant una visita a Lisboa. A través d'ells coneixeria el seu futur marit, el també "institucionista" Pedro Blanco Suárez, amb qui, el 5 de gener de 1901, es va casar a la capital portuguesa, traslladant-se mesos després a Espanya on va residir des d'aleshores. El matrimoni no va tenir fills.
El 1914, va guanyar una plaça de professora de francès per a les escoles d'adults de la mateixa ILE. Aquest mateix any, tot just proclamada la Primera República Portuguesa, Pestana va ser comissionada pel govern espanyol, i becada per la Junta per a l'Ampliació d'Estudis, per realitzar un informe tècnic sobre els avanços de les propostes educatives republicanes al seu país natal; fruit d'aquell viatge va ser el llibre La educación en Portugal, editat el 1915. Un any després, en fundar-se el "Patronat del nen delinqüent", ella n'és nomenada Secretària, càrrec que va exercir fins a la seva desaparició el 1925.
El 1922, Alice havia sofert els primers símptomes d'una malaltia nerviosa que es va empitjorar el 1928. Després d'una caiguda amb trencament de maluc, i obligada a romandre prostrada, va morir finalment el dia de la Nit de Nadal de l'any 1929.

### Obres sobre Alice Pestana
El seu vidu va publicar el llibre titulat Alice Pestana, «in memoriam», a la impremta de Julio Cosano, en el Madrid de 1931.

### Obra escrita
En la seva obra en llengua portuguesa, destaquen As mãés eas filhas, Primeiras leituras i A filha de João do Outeiro, entre molts altres assajos, contes, articles i sis obres de teatre. És autora de les novel·les Genoveva Montanha, (1987), Testamento de mãe (1900) o Desgarrada, publicada a Lisboa el 1902.

## En la generació feminista portuguesa
Alice Pestana s'enquadra en el panorama de dones intel·lectuals de Portugal, a cavall de dos segles: Carolina Michaëlis de Vasconcelos (1851-1925), Adelaide Cabete (1867-1935), Maria Clara Correia Alves (1869-1948), Beatriz Paes Pinheiro de Lemos (1872-1922), Ana de Castro Osório (1872-1935), Albertina Paradís (1874-1954), Carolina Beatriz Ângelo (1877-1911), Maria Olga Morais Sarmento dona Silveira (1881-1948), Virgínia Guerra Quaresma (1882-1973), entre una llarga llista de dones portugueses amb un marcat perfil feminista, republicà i socialista.